# Lucia-Ana Varga
Lucia-Ana Varga (ur. 3 lutego 1967 w Oradei) – rumuńska polityk i urzędniczka, deputowana, w latach 2012–2014 minister delegowany.

## Życiorys
W 1991 ukończyła studia inżynierskie. Pracowała jako nauczycielka i inspektor w oddziale agencji ochrony środowiska. W latach 2004–2005 była komisarzem służby ochrony środowiska w okręgu Bihor.
W 2004 zaangażowała się w działalność polityczną w ramach Partii Narodowo-Liberalnej, była przewodniczącą jej organizacji kobiecej. W latach 2005–2008 pełniła funkcję sekretarza stanu w resorcie środowiska i zrównoważonego rozwoju. W 2008–2016 przez dwie kadencje zasiadała w Izbie Deputowanych. W 2012 powołana na ministra delegowanego do spraw gospodarki wodnej, leśnictwa i rybołówstwa: w drugim gabinecie Victora Ponty, urząd ten sprawowała do 2014.
W 2018 odeszła z PNL, w 2020 dołączyła do Partii Ruchu Ludowego, do 2022 kierowała jej strukturami w okręgu Bihor.